# Panthervögel
Die Panthervögel (Pardalotus) sind eine Gattung von sehr kleinen, farbenfrohen Sperlingsvögeln, die  in Australien und Tasmanien heimisch sind. Sie ist die einzige Gattung der gleichnamigen Familie (Pardalotidae) und setzt sich aus vier Arten zusammen. Der wissenschaftliche Name „pardalotus“ stammt aus dem Griechischen und bedeutet „gefleckt“. Der Lebensraum umfasst offenes Waldland und Wälder, die vornehmlich von Eukalypten dominiert sind.

## Merkmale
Die Panthervögel erreichen Körperlängen von 8,5 bis 12 cm. Ihre Körper sind klein bis sehr klein, eiförmig und gedrungen. Die Flügel sind lang und gespitzt. Der Schwanz ist kurz. Der Schnabel ist kurz und kräftig. Der Kopf ist groß. Der Hals ist kurz und dick. Die Beine sind mittellang, die Füße sind kräftig. Das Gefieder ist farbenfroh, meist mit einem weißen oder gelben Überaugenstreif. Die Kappe ist schwarz mit weißen Stricheln oder Flecken. Die Flügel zeigen eine weiße Fleckenmusterung und der Körper ist stellenweise gelblich getönt.

## Fortpflanzung
Panthervögel nisten in Erd- oder Baumhöhlen. Ihre drei bis fünf Eier werden 14 bis 16 Tage bebrütet. Nach etwa 25 Tagen sind die Jungvögel flügge.

## Arten
- Fleckenpanthervogel (Pardalotus punctatus)
- Rotbrauen-Panthervogel (Pardalotus rubricatus)
- Streifenpanthervogel (Pardalotus striatus)
- Tasmanpanthervogel (Pardalotus quadragintus)

## Systematik
Die Panthervögel sind mit den Honigfressern (Meliphagidae), Borstenvögeln (Dasyornithidae), den Staffelschwänzen (Maluridae) und den Südseegrasmücken (Acanthizidae) verwandt und werden mit diesen zuweilen zur Überfamilie Meliphagoidea zusammengefasst. Zeitweise bestand die Familie aus 16 Gattungen mit rund 70 Arten, 15 dieser Gattungen werden gegenwärtig zur Familie der Südseegrasmücken gerechnet. Panthervögel und Südseegrasmücken sind so unterschiedlich, dass einer Aufspaltung in zwei Familien der Vorrang gegeben wird.